# NGC 3557B
NGC 3557B (другие обозначения — ESO 377-15, MCG -6-25-4, PGC 33824) — эллиптическая галактика (E5) в созвездии Центавр.
Этот объект не входит в число перечисленных в оригинальной редакции «Нового общего каталога» и был добавлен позднее.
Галактика NGC 3557B входит в состав группы галактик NGC 3557. Помимо NGC 3557B в группу также входят ещё 11 галактик.